# Appelön
Appelön är en ö i Finland. Den ligger i Skärgårdshavet och i kommunen Kimitoön i den ekonomiska regionen  Åboland i landskapet Egentliga Finland, i den sydvästra delen av landet. Ön ligger omkring 59 kilometer söder om Åbo och omkring 120 kilometer väster om Helsingfors.
Öns area är 38,2 hektar och dess största längd är 1 kilometer i sydöst-nordvästlig riktning.